# Королевское нумизматическое общество
Королевское нумизматическое общество (RNS) — научное и благотворительное общество, базирующееся в Лондоне. Занимается исследованиями во всех областях нумизматики.

## Членство
Членами Общества являются выдающиеся коллекционеры и исследователи, как профессионалы, так и любители в области нумизматики. Они должны быть избраны в Общество Советом. Нумизматическая хроника — ежегодное издание Королевского нумизматического общества.

## История
Общество было основано в 1836 году как Лондонское нумизматическое общество и получило титул «Королевское нумизматическое общество» от Эдуарда VII Королевской хартией в 1904 году. История Общества была представлена в виде серии ежегодных президентских обращений Р. А. Карсона, которые были опубликованы в «Нумизматической хронике» в период с 1975 по 1978 год. Пятая и последняя часть была написана к 150-летию Общества в 1986 году, а полный текст был опубликован в 1986 году под названием «История Королевского нумизматического общества, 1936—1986» (Лондон, 1986).

## Публикации
Общество издаёт ежегодный журнал «Нумизматическая хроника» и серию книг, известную как «Специальные публикации».

## Награды Королевского нумизматического общества
- Почётная стипендия[4]
- Медаль Королевского нумизматического общества[5]
- Премия Паркса Вебера[6]
- Премия Лхотка[7]
- Премия Самира Шаммы в области исламской нумизматики[8]
- Премия Гилльяма в области нумизматики III века[9]